# Wydawnictwo Muzyczne GAMMA
Wydawnictwo Muzyczne GAMMA – polska wytwórnia płytowa założona w 1992 roku przez Zdzisława Pucka. Od początku działalności jej głównym celem jest popularyzacja polskiej muzyki rozrywkowej. Swoje utwory publikowali w Wydawnictwie GAMMA m. in: Czesław Niemen, Romuald Żyliński, Andrzej Januszko, Zdzisław Pucek, Michał Sulej, Jacek Cygan, Wojciech Młynarski, Marek Gaszyński i inni. Oprócz nut, Wydawnictwo publikuje również nagrania muzyczne na płytach CD.
Wydawnictwo współpracuje z zespołami muzycznymi, orkiestrami, domami kultury i innymi ośrodkami kulturalnymi w Polsce i za granicą. Obok piosenek i utworów rozrywkowych, w ofercie znajdują się utwory organowe, wokalne, ludowe i inne, obejmujące szeroki zakres form i gatunków muzycznych.